# Faronta obscurior
Faronta obscurior là một loài bướm đêm trong họ Noctuidae.